# Márfa
Márfa es un pueblo ubicado en el distrito de Siklós, en el condado de Baranya, Hungría.

## Superficie
Posee una superficie de 4,090 kilómetros cuadrados.

## Demografía
Hasta 2019 la población era de 178 habitantes, con una densidad de población de 43,52 habitantes por kilómetro cuadrado.